# Lucía Raynero Morales
Lucia Raynero Morales (Venezuela, Venezuela, ngày 3 tháng 12 năm 1955) là một nhà sử học người Venezuela, ông Andres Bello đến thăm tại Đại học Oxford năm 2009 - 2010  và là nhà nghiên cứu tại Đại học Catolica Andres Bello (UCAB). Trước khi rời đi để trở thành Chủ tịch Bello tại Oxford, Raynero đã viết tiểu sử về Jose Gil Fortoul. Cô theo học Viện nghiên cứu đa quốc gia của Đại học New York với tư cách là Học giả thỉnh giảng Fulbright năm 1999. Năm 2009, Raynero là một thành viên của "La Independencia de Venezuela 200 años después" (tiếng Tây Ban Nha: "The Independence of Venezuela 200 years later") ủy ban thẩm phán chung.

## Tuổi thơ và giáo dục
Lucía Raynero Morales sinh ngày 3 tháng 12 năm 1955 tại Caracas, Venezuela. Cô có bằng Cử nhân Giáo dục với chuyên ngành Khoa học Xã hội tại Đại học Công giáo Andrés Bello vào ngày 22 tháng 10 năm 1982. Vào ngày 31 tháng 3 năm 1989, Raynero có bằng Thạc sĩ Lịch sử về Lịch sử Châu Mỹ, Summa Cum Laude từ cùng một trường đại học.
Năm 1999, Raynero theo học Viện nghiên cứu đa quốc gia của Đại học New York với tư cách là học giả Fulbright tham quan.
Raynero đã nhận được Tiến sĩ Triết học trong Lịch sử, Summa Cum Laude, vào ngày 28 tháng 4 năm 2006 từ Andrés Bello. Raynero bố cô luận án như La Concepción de la historia en la historiografía Venezolana del Siglo XIX, 1830-1865 (tiếng Tây Ban Nha: The conception of history in Venezuelan historiography of the 19th century, from 1830 to 1865).

## Sự nghiệp
Năm 1982, Raynero có được giấy phép giáo dục và trở thành trợ lý giáo sư giảng dạy về lịch sử của Venezuela. Từ 1989 đến 1994, cô dạy môn Lịch sử đương đại và các nền văn minh phương Đông tại Đại học Metropolitana. Năm 1990, Raynero cũng bắt đầu giảng dạy đồng thời tại UCAB. Cô trở thành phó giáo sư toàn thời gian của Trường Giáo dục UCAB vào năm 1993. Raynero bắt đầu dạy các môn học cấp trên, III và IV, trong Lịch sử như một giáo sư đầy đủ. Năm 2007, cô trở thành Trưởng khoa của trường đại học Khoa học xã hội. Cũng trong năm 2007, Raynero trở thành nhà nghiên cứu cho Trung tâm nghiên cứu và đào tạo nhân văn của UCAB.